# 医療大麻

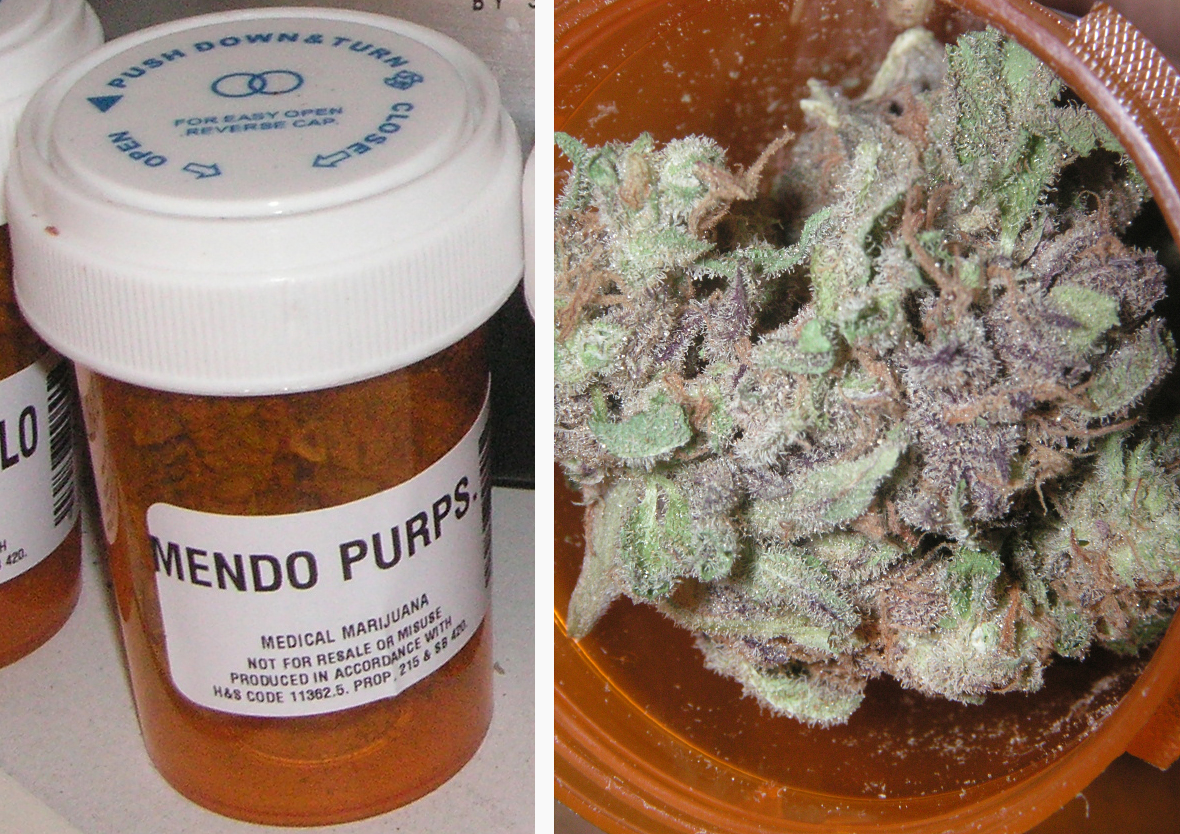
医療大麻

医療大麻または大麻由来医薬品に関する各国の法規制
医療大麻は合法（処方箋不要）
医師の許可に基づき合法

医療大麻（いりょうたいま、Medical Cannabis, Medical Marijuana）、時に医療マリファナは、大麻に含まれるテトラヒドロカンナビノール (THC) やその他のカンナビノイドや、これに類似した作用の合成カンナビノイドを利用した生薬療法である。大麻の種類ではなく大麻を医療に使うことである。鎮痛、沈静、催眠、食欲増進、抗がん、眼圧の緩和、嘔吐の抑制など作用があり、身体が産生するエンドカンナビノイド（内因性カンナビノイド）は全身にわたって作用しているため、その作用を代替する大麻の適応症は多岐にわたる。中国、インドでは古来から利用されていたが、20世紀には規制が厳しくなった。世界保健機関は医療利用のための証拠と危険性の推定の誤りを見いだし、2020年、最も危険という条約の分類から大麻が削除されることが決定し（大麻の国際規制の格下げ）、医療利用の道が開かれ科学研究を推進する可能性があると国連は説明した。
医療大麻に含まれるカンナビノイドの配合比率は多様で多くの銘柄があり、効能や薬理作用が異なり、したがって異なった多くの症状に特化して処方されている。アメリカ合衆国の一部の州では、腰痛、消耗症候群、慢性痛、末期エイズ患者の食欲増進、ガンの化学療法に伴う吐き気の緩和などのために処方されている。多くは乾燥大麻として処方され、摂取方法は嗜好品としての大麻と同様に喫煙である。2010年代に増えてきたのは、大麻オイル、ヴェポライザーや電子たばこといった新しい技術である。
医薬品のドロナビノール（製品名マリノール）は、大麻の主成分であるデルタ-9-テトラヒドロカンナビノール（デルタ-9-THC、以下通称のTHCを用いる）である。合成カンナビノイドのナビロンは、欧米でセサメットという製品名で販売されている。大麻抽出成分であるナビキシモルスは、サティベックスという商品名で2016年末には30か国で使われている。これらの合成カンナビノイドや大麻抽出成分医薬品は、法律において大麻とは異なる規制管理下に置かれている。2018年にはアメリカで成分カンナビジオール (CBD) の医薬品エピディオレックスが承認された。
アメリカ合衆国では2020年12月時点で全50州中、3州を除いて利用でき、他にカナダ、オランダ、オーストリア、イスラエル、スペイン、フィンランド、ベルギー、イギリス、ドイツ、オーストラリア、コロンビア、ジャマイカ、韓国などで認められている。通常、大麻の使用には処方箋が必要になり、地域的な法によって販売（配給）の方法が異なる。アメリカでは、食品医薬品局（FDA）と麻薬取締局（DEA）は「大麻には医療価値はない」との見解を示しているが、各州法によって医療大麻薬局から合法的に医療用大麻を利用できる。
日本では、大麻草は大麻取締法が規制し、含有されるTHCは麻薬及び向精神薬取締法の規制により、医療目的であっても使用、輸入ならびに所持は禁止されている。茎や樹脂から抽出したCBDは日本でも規制対象外なので健康食品として流通している。2019年の国会では治験としてCBDを用いることへの前向きな答弁が得られている。2021年には、大麻取締法改正の検討会の中で医療大麻について検討することが示された。

## 歴史
薬としての最初の言及は、起源前2700年前の伝説の中国の皇帝、神農の教えを伝える2世紀の『神農本草経』に書かれている。
麻の花穂「麻蕡」（まふん）として集録され「多食令人見鬼狂走 久服通神明軽身」と記される。麻蕡は上薬に分類されている。その適応はリウマチ性疼痛、便秘、女性器障害、マラリアなどである。別の書は、ぶどう酒に混ぜたものを外科手術の鎮痛剤としている。その重要性はインドに及ばない。
インドにおける大麻文化では『アタルヴァ・ヴェーダ』にて幸福の源だと言及され宗教との結びつきもあり、また医療としての使用も紀元前1000年ころに始まり、鎮痛剤、抗けいれん、催眠鎮静、抗菌、抗寄生虫、下痢、胃腸炎、食欲刺激、利尿、媚薬、気管支炎や喘息に用いられてきた。現代においてもバングーは利用されている。
古代エジプトで、使われていた可能性がある。shemshemetの言葉が大麻を意味することはロープの製造によって強く裏付けられているが、smsmtが大麻を指していれば起源前2350年前の医学パピルスに記載があり、これだけでなく他の古い文献に記載されるものが大麻かどうか様々に議論されている。

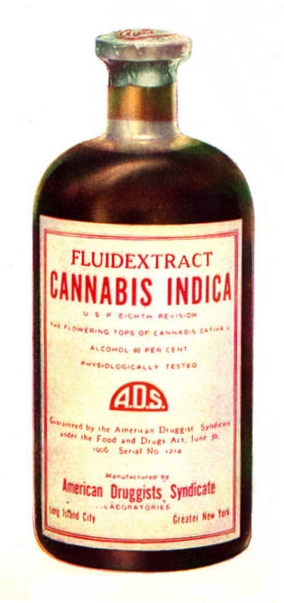
1906年ごろの大麻チンキの包装。

中世ヨーロッパでも使われていたが、後に広く評価を受けることになる。近代の医学的関心は、1839年にアイルランドの医師ウィリアム・ブルック・オショーネシーが、インドでの大麻の使用を見て動物で実験してその抽出物をチンキにし、イギリスと北米の医師にインド大麻を広めることとなった。彼は1843年には「インド麻、ガンジャの調合」On the Preparation of the Indian Hemp, or Gunjahを出版。1900年までに100冊の以上の大麻を病気や不調に使用する本が出版された。アメリカの南北戦争では負傷した兵士の治療に大麻チンキが使われた。
1912年の万国阿片条約が、1925年に見直された際、インド大麻草については統計的・科学的見地から研究されることが望ましいとされていたが、アフリカやアジアなど使用習慣のある国は消極的であったが、乱用が社会問題化していたエジプトの提案で大麻製剤（チンキ）の医療や学術上の目的のみの制限に加えて、国際的な取引に関する規制が行われることとなった。この国際連盟の阿片条約を、国際連合と世界保健機関が引き継ぎ、後続の1961年の麻薬に関する単一条約が締結され、大麻はこの条約で規制される。これを補足する1971年の向精神薬に関する条約では、2002年には、世界保健機関の専門委員会は、ドロナビノールの乱用の傾向が公衆衛生や社会への重大な危険性とはならないとして、デルタ-9-テトラヒドロカンナビノール（デルタ-9-THC）の全ての立体化学的異性体をスケジュールIVへと指定するよう勧告した（医療用途を認めた医薬品としての規制への変更）。
1937年には、アメリカの財務省はマリファナ税法を課したが、アメリカ医師会 (AMA) は、研究が制限されることからこれに反対した。1942年には、『米国薬局方』から除去された。日本では「印度大麻草」および「印度大麻草エキス」は、1886年に公布された『日本薬局方』に「鎮痛、鎮静もしくは催眠剤」として収載され、さらに、1906年の第3改正で「印度大麻草チンキ」が追加収載された。これらは、1951年の第5改正日本薬局方まで収載されていたが、第6改正日本薬局方において削除された。
イギリスでは、アメリカからの外圧が続いても医薬品としての大麻チンキを継続したが、1971年薬物乱用法によって遂に医薬品も禁止した。当のアメリカは1996年にカルフォルニア州が医療大麻の使用を認めると、あれよあれよと2010年代半ばには過半数の州が医療大麻の使用を認めることになる。しかし、アメリカでは連邦法で大麻の医療使用を認めていないため、その臨床試験の実施には煩雑な手間がかかる。そこでアメリカの企業が医療大麻に関する臨床試験を行う際に、研究が容易なイスラエルにて実施するようになった。
1963年には医療大麻の父と呼ばれるイスラエルのラファエル・メコーラムは、大麻の有効成分であるテトラヒドロカンナビノール (THC) を同定し、医療大麻の領域を研究してきており、1992年には体内で生産されているエンドカンナビノイド（内因性カンナビノイド）と、またその受容体を発見してきた。
1980年代には、化学療法の吐き気を抑制するための合成THC、ドロナビノールやナビロンが（欧米で）入手可能になる。初の大麻由来の医薬品のナビキシモルス（サティベックス）をイギリスのGWファーマシューティカルズが開発し、2005年にはカナダで承認されたのを皮切りに、2016年末には30か国で使われている。 アメリカは合成カンナビノイドを承認したが、大麻由来の製品はまだ承認されておらず、2018年に向けて、大麻由来のエピディオレックスという治験の済んだ医薬品を承認するためにスケジュール変更が必要になっている。2型糖尿病に対するテトラヒドロカンナビバリン。2018年に、エピディオレックスは承認された。統合失調症に対するカンナビジオールは、第II相の治験が行われている。
2017年、イスラエルのアリエル大学は医療大麻を学ぶための世界初の学部課程を設けた。アメリカのノーザン・ミシガン大学も、2017年秋から大麻の化学を研究する薬用植物の学部課程を設けた。米国では大麻を厳しく規制しているため米国内での臨床試験の実施を困難にしているが、大麻研究で先駆的なイスラエルでは、比較的に容易に実施できるため110を超える大麻の臨床試験がイスラエルで進行中で他国からの研究への出資もあり、イスラエルに研究を委託することも起きている。2017年、世界医師会は、娯楽目的の大麻ではなく医療目的の大麻の合法化を支持する声明を発表した。
2016年11月30日には、世界保健機関の専門委員会は、医療大麻の使用実態や、また委員会による正式な審査を受けていないことを認め、審査のための文書の準備を開始した。2018年7月までに以下2点が決定された。カンナビジオールは依存乱用の懸念がないため国際規制下に置かないこと。もうひとつは、大麻、大麻チンキ、THCやその異性体について医療利用の科学的証拠があるため、2019年に規制見直しのための国連における審査へと進むこと。
2020年、麻薬に関する単一条約における最も危険という分類から大麻を削除することで危険性の１段階格下げを決定した。医療利用の道を開き科学研究を推進する可能性があると国連は説明しているが、非医療目的および非科学目的での使用は引き続き違法であり、なお有害であると考えられるとしている。

## 成分
大麻は窒素を含まない、炭素、水素、酸素のみからなるカンナビノイド (CB) と呼ばれる特有の成分を61種含んでいる（窒素を含まないため、植物に広く含有されるアルカロイド成分ではない）。

### テトラヒドロカンナビノール

テトラヒドロカンナビノール (THC)の化学構造

テトラヒドロカンナビノールは、THCの略称で知られている大麻の主な向精神性の成分である。ハーバード大学の試験管およびマウスを使った研究で、THCが一般的な肺癌腫瘍の成長を半減させ、転移拡大する能力を抑えることが示されている。ドイツの臨床研究ではTHCの経口投与で線維筋痛症の痛みに対して顕著な緩和効果が見られている。

### カンナビジオール
カンナビジオールは、CBDとして知られている。医療大麻の主成分のひとつであり、大麻草からおよそ40%のCBDが抽出可能である。CBDには痙攣、不安神経症、炎症、嘔吐などの緩和と癌細胞の成長の抑制に作用する。さらに近年の研究により統合失調症に対する非定型抗精神病薬としての効果があることが示されている。2007年11月に公表された研究報告ではCBDが試験管内で乳癌の悪性癌細胞を減らし、浸襲性を軽減することが明らかになった。これは毒性のない外因性の要因で攻撃的な腫瘍の活性低下に繋がることを意味する。また、CBDは神経保護作用のある抗酸化物質である。
CBDの神経保護能力はジブチルヒドロキシトルエンと同等（EC50=3.3〜3.7µM）とみられ、精神作用がTHCより弱く、高用量投与が可能と考えられている。その機序は、NMDA受容体やカンナビノイド受容体タイプ1に関与していないと考えられている。CBD（30µM以上）は80〜90%の神経保護を達成した。THC（10µM）もCBDと同等（50%）の神経保護作用を示した。

### 2-アラキドノイルグリセロール
2-アラキドノイルグリセロール (2-AG) は、体内に自然に存在する内因性カンナビノイドであり、神経の過剰な興奮を防ぐことに有用であるとされている。

## 用法

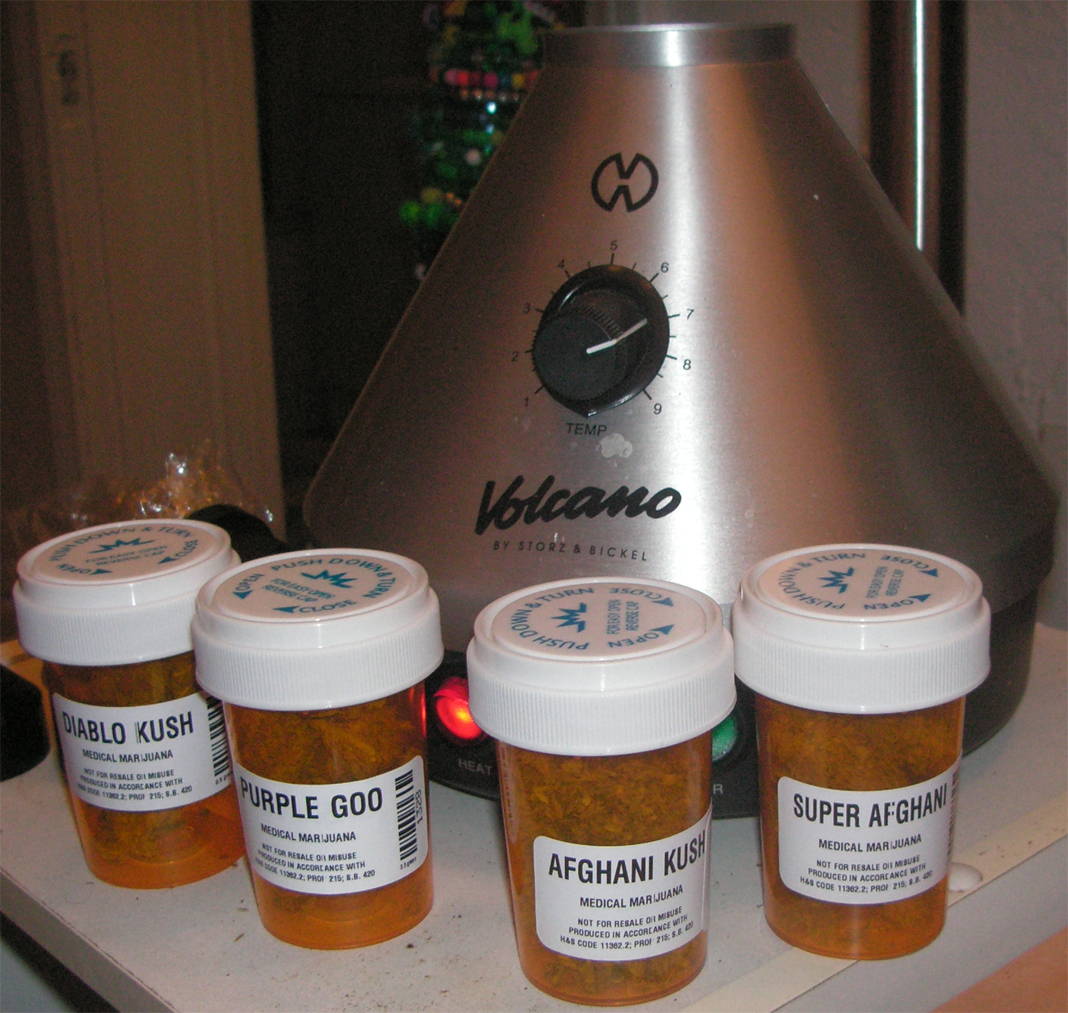
医療大麻とヴェポライザー（気化器）。

乾燥大麻、ハシシ（大麻樹脂）、チンキ、合成THC、抽出大麻成分、鎮痛・消炎パッチ、クリーム、調理大麻など様々な形態で用いられる。

### 乾燥大麻・大麻樹脂
大麻の品種ごとに成分が異なる。傾向としてはインディカ種にはCBDが多く含まれており、サティバ種にはCBDが少なく、THCが多く含まれている。
喫煙パイプ及びジョイント
喫煙パイプやジョイント（大麻を煙草状にしたもの）などで乾燥大麻を燃やして煙を吸う方法である。
即効性があり、効率良く効果が得られる。欠点として有害なタールが発生するため、呼吸器官への損傷が懸念される。大麻の抗癌物質が作用して発癌リスクは低いとする論文もある。
ヴェポライザー
ヴェポライザーと呼ばれる器具を使って、乾燥大麻から大麻成分を気化させることによってタールを発生させることなく摂取する方法である。また即効性があり、効率良く効果が得られ、効果もジョイントとほぼ同等である。病院で用いられることが多い。
電子たばこ
熱処理は向精神性のないTHC-AをTHCに変化させる。燃焼よりも低い温度は、有害な熱分解副産物を低減するたの方法のひとつであり、電子たばこは通常の喫煙方法に慣れた人にも好まれる。
チンキ
液体のチンキ剤は、1839年以降アイルランドの医師ウィリアム・ブルック・オショーネシーがイギリスと北米にその使用を広めた。
大麻オイル
2010年前後に登場した。
調理大麻
大麻をクッキーやチョコレートなどにして経口摂取する方法である。即効性が無い分、長く持続する。服用後1時間以上かかる。摂取量の調整が難しい。得られる効果は大きい。
生大麻ジュース
原料をミキサーにかけて作り、野菜ジュースなどに混ぜる。生大麻ジュースでは乾燥した葉に含まれるTHCではなく、生の葉や花穂に含まれる向精神性のないTHCAとして、大麻の成分をより大量に数十倍摂取することができる。

### 大麻製剤
合成大麻成分や抽出大麻成分の錠剤・カプセルまたはスプレーなどの医薬品。
ドロナビノール（合成THC）
アメリカ合衆国ではマリノールという製品名で販売されている。即効性はなく、服用後1時間以上かかる。また得られる効果も弱い。米国規制物質法のスケジュールIII薬物である。SyndrosもアメリカでスケジュールIIのエイズ患者の食欲低下の治療薬として承認されている合成THCである。
ナビロン（THC模倣のラセミ混合物）
欧米でセサメットの製品名で販売されている。米国規制物質法のスケジュールII薬物である。
ナビキシモルス
サティベックスの製品名で販売される、大麻の全成分を抽出した液体状の医薬品である。スプレーの携帯で使用される。即効性は少々遅いがドロナビノールと比べると早い。得られる効果は乾燥大麻と比べると劣っている。
カンナビジオール
エピディオレックスの製品名で販売され、最初に小児のまれなてんかんに対する医薬品として承認された。
|                      | セキュリティ (10) | 安全性 (5) | 使い易さ (10) | 医療効果 (25) | 総合評価 (50) |
| -------------------- | ----------------- | ---------- | ------------- | ------------- | ------------- |
| ドロナビノール       | 10                | 5          | 5             | 2             | 22            |
| クッキーおよびチョコ | 8                 | 5          | 5             | 11            | 29            |
| サティベックス       | 10                | 5          | 10            | 15            | 40            |
| パイプおよびボング   | 7                 | 3          | 8             | 23            | 41            |
| ヴェポライザー       | 7                 | 5          | 6             | 24            | 42            |
| ジョイント           | 6                 | 3          | 10            | 24            | 43            |

## 効能
大麻には鎮痛作用、沈静作用、催眠作用、食欲増進作用、抗癌作用、眼圧の緩和、嘔吐の抑制などがあり、アメリカ合衆国では慢性痛患者の8.9%が自己治療で大麻を使用している。また、モルヒネなどのオピオイド系鎮痛薬やイブプロフェンのような非ステロイド系抗炎症剤に十分な効果が見られない疼痛に対して大麻が有効であるとする論文がある。ほかに、神経保護作用や、脳細胞の新生を促す作用が存在する可能性が示唆されている。
体内では神経調節物質としてエンドカンナビノイド（内因性カンナビノイド）が産生され、そのカンナビノイド受容体は全身に広がっており多くの異なる機能に関与しているため、そのことが大麻の医療応用性の広さの理由となる。
4276人の統計からは、約7割が不安、不眠、痛みに用いており、74%は他の薬から大麻に置き換えたり、薬の量を減らすことができたという。
医療大麻が注目される理由には
- 身体的害（副作用）が少なく、第一選択薬として望ましい。
- 製造、栽培が容易かつ安価。
- 法的規制の問題を除けば、本質的には製造・入手が容易かつ安価。
- 多くの品種が存在しており、成分（THC、CBDなど）のバランスが多様。
- 嗜好植物としての大麻には多くの品種が存在しており、薬効成分（THC、CBDなど）のバランスが多様なため、患者の個人差・病状の差に適合した品種を見つけることができる（一種のテーラーメイド医療と言える）。
- 化学薬品ではない。
- 既存の治療薬の効果が薄かったり、副作用が強い患者に対して別の選択肢となりうる。（代替医療）
- いまだ有効な治療薬が存在しない疾患、難病に対して効果が認められることがある。

などが挙げられる。
2010年代の西洋では、痛みの管理のために処方されたオピオイドの過剰摂取死の増加はオーストラリアを除いて2010年代のトレンドであり、医療大麻を合法化したアメリカの州におけるそのような過剰摂取の減少から、危険性がより少ない大麻は注目される。

### 緑内障
大麻の摂取が眼圧の低下をもたらすとのいくつかの論文がある。緑内障の原因として眼圧の上昇による視神経の損傷が挙げられており、これらの研究発表により多くの人が大麻摂取を用いた眼圧の低下が緑内障の治療法になると考えた。1970年代にアメリカ合衆国で行われた研究は、大麻の喫煙時に眼圧が低下することを示した。大麻から抽出された薬物が緑内障治療としての効果を持つか否かを解明する試みの一環として、1978年から1984年にかけてアメリカ国立眼科研究所は調査研究を助成した。それらの研究において経口的もしくは経静脈的に投与された時、もしくは喫煙をした時に、大麻の派生物は眼圧を低下させることが証明された。しかし、目への局部投与ではそれは証明されず、また、市場で流通するその他の治療薬に比べて安全にかつ有効的に眼圧を低下させるかについても証明されなかった。2003年、アメリカ眼科学会（American Academy of Ophthalmology）は「現在利用できうる薬物に比べて、緑内障治療のために大麻使用することによる軽減されるリスク、および、増大する恩恵の証明を科学的な証拠は示さなかった」と見解している。

### 薬物依存症
大麻には、コカイン、アルコール、オピエート（鎮痛麻薬）の依存症における渇望を緩和し、オピエート依存の治療結果を改善するという研究結果がある。様々な調査があり、医療大麻にアクセスできたことで67%がオピオイド（鎮痛麻薬）をやめることができ、29%は使用量を減らしたとか、別の調査では30%がすべての薬をやめることができた。24人の被験者のランダム化された二重盲検の予備研究で、CBDの吸入器からの吸入は、偽薬に比較してたばこの本数を有意に減少させた。

## 適応疾患
2020年時点での米国での医療大麻の適応疾患は、定めていない3州も含め34州中、多い州で40の病状、少ない州で9の病状に対してであり、2017年に20州と首都D.C.での使用許可の実態調査からは、慢性疼痛での利用が約62%と最多で、多発性硬化症、がん患者の化学療法による副作用緩和と続いた。
カリフォルニア州の全米初の医療大麻州法の立案者で米国の医療大麻運動のグランド・ファーザーと呼ばれ、大麻臨床医協会の創設者であるトッド・ミクリヤ （1933年– 2007年）は、生涯9000人以上に医療大麻の使用を許可し、大麻が効くとされる200以上の一覧を作成してきた。250種類以上ともいわれるが、使用経験から収集したもので科学的根拠が不十分な病状も多く含まれている。
2万人に処方し臨床試験を構築するイギリスでのプロジェクトTwenty21では、慢性疼痛、てんかん、多発性硬化症、心的外傷後ストレス障害、トゥレット症候群、不安障害、または薬物乱用を対象にしている。
また、多発性硬化症に伴う睡眠障害、睡眠時無呼吸症候群、線維筋痛症、慢性疼痛についても、中程度のエビデンスで対応している。

## 副作用
全米科学アカデミー医学研究所 (IOM) の報告では、通常の摂取では目の充血、頻脈、喉の渇きなどがある。長期使用は精子の濃度が低くなることが観測されているが、短期間の大麻や大麻成分の医療使用が生殖機能を妨げるといった深刻な懸念を指摘する研究結果はまだ出ていない。煙による害を除けば、大麻使用による副作用は他の医薬品で許容されている副作用の範囲内にある。
2008年のレビューで、大麻製剤の医療使用（元の論文に喫煙ではない経口摂取のナビロンやドロナビノールとある）では、23件のランダム化比較試験などから、ほとんど（約97%）は深刻でない副作用で、最も一般的にはめまいが15.5%に起こり、また深刻な副作用の発生率は医療大麻を使っていない者の発生率と統計的な差はなかったとし、IOMによる、医療目的で短期的に使用しても許容可能な安全特性を持つという結論を支持するとした。大麻への依存は、医療目的で少量を使う高齢者よりも、娯楽目的で頻繁に多く消費する場合に発生しやすいが、医療利用におけるリスクは不明である。
2019年の調査では、医療目的でのマリファナの使用者は医療以外の目的で使うことも多いため使用障害の予防をする必要はあるが、娯楽目的の使用者よりもアルコール使用障害（娯楽47%、医療20%）やほかの薬物の使用障害（娯楽7%、医療1%）ははるかに少ない。
WHOの依頼により2015年に作成された「大麻とその医療使用についての最新版」は、医療目的でのデータはないが毎日の大麻使用者の25-50%が大麻に嗜癖が形成されているという現行の推定があり、医学的監督の下で長期的に無制限に使用されるなら安全に用いられるとは確信できないとしている。
国連の国際麻薬統制委員会の2018年の報告では3人に1人が依存するリスクがあるとするなど、既存の研究では、娯楽目的の利用者の依存を検出するために設計されたテストを使った研究結果が医療目的の患者に投影されているが、これらは適切な評価ではない可能性があるため、問題のある医療大麻の利用を評価するための手段の開発が進められている。例えば、問題のある娯楽大麻の使用を検出するために良く用いられる基準に「毎日の使用」があるが、そのような使用状態のすべてが医療大麻依存症だとは考えられない。
ほかの薬剤の副作用と比較することも重要で、慢性疼痛で利用されるプレガバリン（リリカ）やオピオイド（医療用麻薬）なども乱用や依存の可能性があり、医療大麻よりも重度の離脱症状やオピオイドでは中毒死を起こす可能性があり、先行研究では一部の疼痛患者にてオピオイドから医療大麻への置換が機能することも報告されている。
慢性神経因性疼痛であれば、イブプロフェンではかなり安全だがそもそもの鎮痛作用が弱く、イブプロフェンのような弱い鎮痛薬以外では依存や副作用の問題がつきまとっており、オピオイドのトラマドールやモルヒネでは致死性や依存性は高く離脱症状も高度であり、ガバペンチン（抗てんかん薬）でも致死性はましになるが依存性と離脱あり、抗うつ薬に属すデュロキセチンやアミトリプチリンでも離脱の問題は大きくアミトリプチリンでは過剰摂取時の致死性は高いが、大麻（THCやCBD）では致死性が安全であり、THCでは離脱の問題があるがCBDにはない。ほかにもめまいなど大麻の副作用として起こりやすい症状は、ほかの薬剤でも起こりやすく、またより重度な場合があり、これらを数値化し評価した結果、特にCBDは副作用の点で有利で安全性が高いこと、THCでは鎮痛効果が高いこと、またこれらの薬のなかでTHCとCBDは安全性が最も高いため、最も利益と安全性の合計得点が高くなっている。
大麻が直接の原因（1次的死亡原因）による死亡例はないとする統計がある。
| 分類              | 1次的死亡原因 | 2次的死亡原因 |
| ----------------- | ------------- | ------------- |
| 大麻              | 0             | 279           |
| 制吐剤            | 196           | 429           |
| 抗けいれん薬      | 118           | 56            |
| 抗精神病薬        | 1,593         | 702           |
| その他            | 8,101         | 492           |
| 合計              |               |               |
| 大麻              | 0             | 279           |
| FDA承認薬（17種） | 10,008        | 1,679         |

## 規制の弊害
大麻が医学的に用いられてきた数千年の歴史にもかかわらず、害を防止するという名目で、国連は最も厳しい、医療用途がないというスケジュールI相当に指定していた。このため、アメリカ合衆国では大麻を臨床研究にて扱うための麻薬取締局 (DEA) が発行するライセンスが3人のみにしか与えられていなかった。イギリスでは偽薬の（活性の少ない？）大麻を輸入するにもスケジュールIのライセンスが必要であり、それは8週間しか有効ではないため届くまでに何度も更新する必要があった。これはイギリスで研究に使用するにはヘロインよりも厳しい規制に当てられている。医療の進歩を阻害しており、社会にとって善いことよりも害をなしている。「イギリス政府が大麻をスケジュールII相当に再分類することで、流用の危険性を増加させないままに研究のための負担を大幅に軽減することができる」とする主張もある。

## 各国の法律と医療大麻の状況
国際的な規制の見直しについては#歴史を参照。

### 日本
日本では、大麻取締法第四条第一項第二号と第三号の規定により、大麻から製造された医薬品の施用はできないとされてきた。そのため医療目的での所持も取締りの対象となり、7年以下または10年以下の懲役刑とされてきた。また、大学などの研究機関で主にカンナビノイド受容体作動薬を使った研究が少ないながらも行われてきた。
カンナビジオールは物質として規制対象外であり、規制対象外の茎や種子から抽出されたものが健康食品として流通している。
2019年3月19日の参議院沖縄及び北方問題に関する特別委員会にて秋野公造参議院議員が、大麻由来のCBDから構成されるてんかん治療薬の「エピディオレックス」が米国にて承認されたことを受けて、「医薬品として用いることがダメなら、治験として用いることは可能か」と質して、厚生労働省は｢現行の大麻取締法では患者への施用は禁止されているが、本剤については大麻研究者である医師のもと、厚生労働大臣の許可を受け、治験の対象とされる薬物として国内の患者に用いることは可能であると考える。ただし、施用は適切な治験実施計画に基づいた対象の患者に限る｣と限定的ではあるが初めて前向きな答弁を行った。
この国会質疑を受けて聖マリアンナ医大においては治験を主体的に行うことを決断。4月10日に明石勝也理事長自ら大口善徳厚生労働大臣に要望を行い、大口厚労副大臣が検討する考えを示している。2019年5月15日の参議院沖縄及び北方問題に関する特別委員会にて秋野公造参議院議員は、大麻由来薬物についての国内治験について国の見解を質し、厚生労働省は大要「安全性が確認できれば海外で承認前の薬でも医療機関が治験で使うことを認める」とさらに前向きな答弁を行った。日本てんかん学会など4団体が早期承認を要望した。
2021年（令和3年）1月、厚生労働省は、従来規定されていなかった大麻の「使用罪」を大麻取締法に追加するべく有識者による検討会を開始したが、この中では医療大麻についても検討するとしており、医療大麻が将来認可される可能性が出てきた。
2023年12月に麻薬及び向精神薬取締法及び大麻取締法が改正され、2024年12月12日に施行された。これにより大麻は麻薬に含まれることとなり、医療大麻が認可の対象となった。同時に、大麻の不正使用が罰せられるようになった。なお、この改正で、大麻取締法は大麻草の栽培の規制に関する法律に改められている。

### 韓国
韓国における大麻も参照。
2018年、大韓民国（韓国）の食品医薬品安全処は、薬物規制法の改正を発表し、難治性また希少疾患の人々の声を聞き入れ、サティベックス、エピディオレックスのような大麻から抽出された医薬品を合法化するとした。

### アメリカ合衆国
米国における医療大麻も参照。

アメリカ合衆国の各州における大麻使用に関する法律の状況
大麻が合法
医療大麻が合法
THC（テトラヒドロカンナビノール）を含まない医療大麻は合法
いかなる使用も禁止
D 嗜好目的使用の非犯罪化

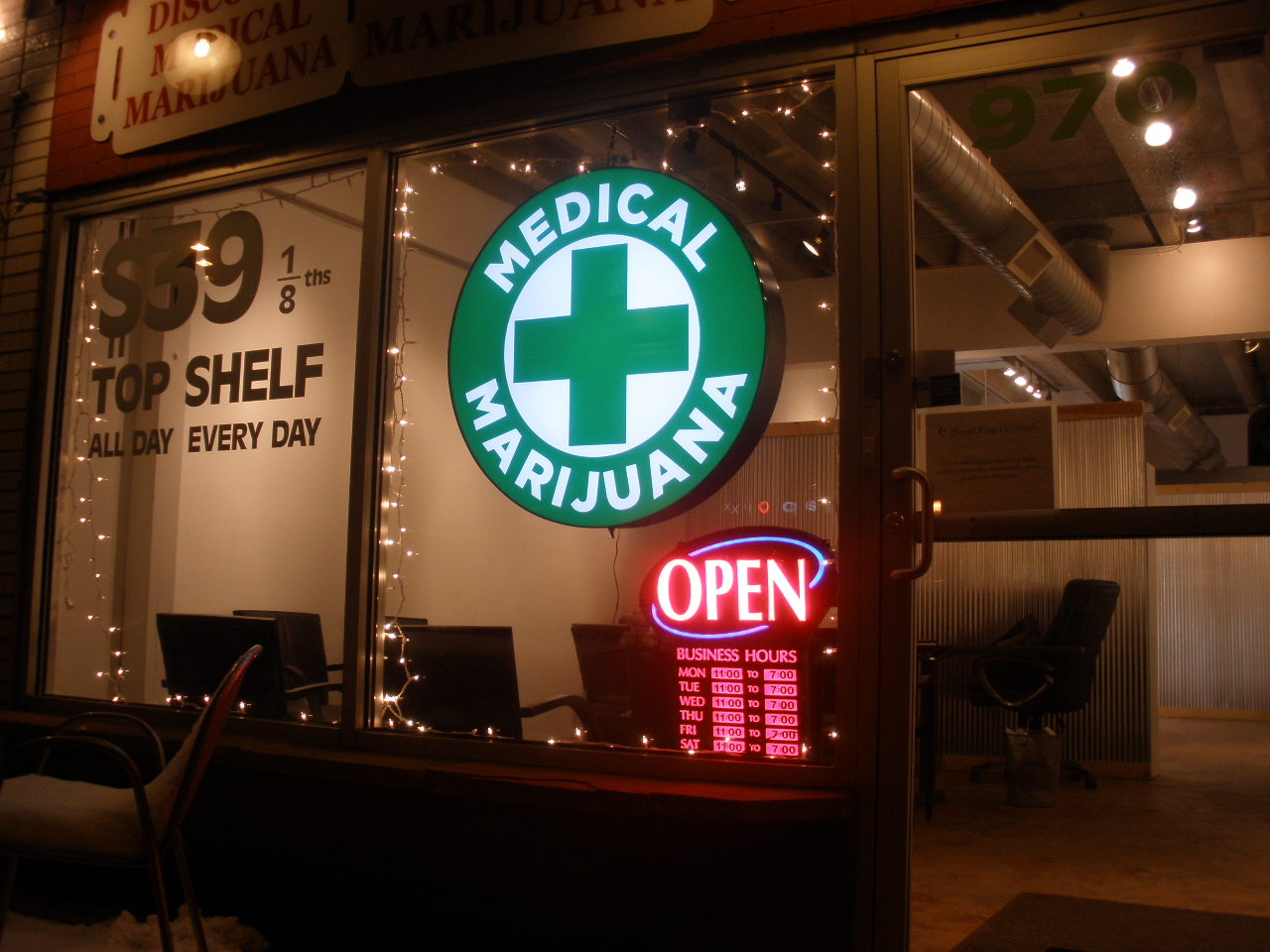
医療大麻薬局

アメリカ合衆国の連邦法の規制物質法では、医学的用途がないというスケジュールIに分類されているが、州法では医療大麻が2017年夏までに全50州中、首都ワシントンDCと29州で使用できようになった。2020年12月までには3州を除き医療大麻が利用できるようになった。また準州のグアムでは、医療大麻使用の承認と共に、日本人患者の受け入れを検討している。
2017年には治験が済んだ大麻由来のエピディオレックスという医薬品を承認するために、スケジュール変更が必要になっていた。2018年、エピディオレックスは承認された。心的外傷後ストレス障害に対する大麻の有効性を評価するためのアメリカでの臨床試験は、2017年に第II相試験が進展している。マリノールは規制物質法のスケジュールIIIに分類され、以前から医師による処方が許可されている。
医療大麻法が施行されている州では、医師による処方箋と医療大麻のライセンスを発行してもらうことで、医療大麻薬局 (Dispensary) や医療大麻クラブなどで大麻を入手できる。しかし州法によって合法的に医療用大麻を販売・所持していても、連邦法では違法であるため、連邦捜査機関のDEAやFBIによって逮捕されるといった問題がある。そのため、2000年にエイズ治療に大麻を所持・使用していた、作家のピーター・マクウイリアムズが逮捕され、大麻を使用するための裁判を強要されたが、嘔吐による窒息で死亡するといった事態が起きている（医療大麻は制吐作用も含む）。そうした状態が、ジョージ・W・ブッシュ政権終了まで続いたが、バラク・オバマ政権において、2009年2月にホワイトハウス広報担当官は、医療大麻関連の施設へのDEAによる強制捜査を終了することを発表して、DEAのミシェル・レオンハート局長とエリック・ホルダーアメリカ合衆国司法省長官は、医療大麻に対する強制捜査を終結したことを宣言した。
アメリカにおける医療大麻法は、1996年にカリフォルニア州の住民投票によって成立したのが始まりである。1998年にはアラスカ州、オレゴン州、ワシントン州で住民投票により成立した。アリゾナ州は住民投票で法案が通過しているが、州憲法によって執行不能である。ワシントンD.C.でも、住民投票で法案が通過しているが、連邦議会に執行を阻止される。2007年のコネチカット州では法案が議会を通過したが、知事による拒否権発動で不成立に至っている。
2011年ワシントン州最高裁は「連邦法の下ではワシントン州の患者であっても合法的に大麻を使用する権利を持っているわけではない」とし、2015年コロラド州の最高裁判所は、「被雇用者は州法によって医療用マリファナの使用は認められている。しかし、連邦法の下では違法であり、州法は被雇用者を擁護しない」として、いずれも雇用主は医療用マリファナ使用の被雇用者を解雇できると判決した。2008年カリフォルニア州最高裁、2010年オレゴン州最高裁も同様の判決をしている。
また2018年のニューヨーク州保健当局のように、オピオイド依存の有害性を緩和するために医療大麻を提唱している場合もある。退役軍人が医療大麻にアクセスできるような法整備も進んでいる。

### カナダ
カナダにおける大麻は、それまで医療目的に限られたが、2018年に娯楽目的までが合法化された。

### オランダ
オランダは1976年より寛容裁策を行い、コーヒーショップで処方箋やライセンスに関係なく大麻を購入できるようになっている。2003年にすべての薬局で処方箋による大麻の取扱いを行ったが、高価で品質が良くなかったために売れ行き不振で2005年に取扱い中止に至っている。再び、2006年にグローニンゲンで成分構成の違う160種類以上の効力の強い大麻を専門の薬局にて安価で販売が再開されている。政府が提供する大麻にはガンマ線照射が義務づけられており、細菌のコロニー数がコーヒーショップで売られている大麻よりも圧倒的に少ない。

### オーストリア
2008年7月9日、オーストリア議会は医療目的と研究のための大麻栽培を認可した。

### スペイン
スペインにおける大麻も参照。
スペインでは1990年代後半から2000年代前半にかけて医療大麻の非犯罪化と合法化運動が行われ、2001年にカターニャ州の議会は全会一致で医療大麻が合法化された。それに次いでアラゴン州とバレアレス諸島州の議会でも合法化された。スペインの刑法では大麻の販売が禁止されているが、使用は禁止されていない。2000年前半まで刑法では大麻の医療使用と娯楽的な使用とが区別されていなかった。しかし次第に、いくつかの判例では使用目的によって判決に変化が見られるようになった。2006年からは大麻種子の販売が合法化され、公共の場での所持・使用は禁止されたが、プライベートでの所持・使用は認可された。さらに個人の土地で大麻の栽培が認可された。
いくつかの研究では癌、エイズ、多発性硬化症、発作、喘息などの患者に治癒効果があることが報告されている。これらの研究は様々なスペインの機関が指揮を執り、マドリード・コンプルテンセ大学のエマニエル・グスマン教授を筆頭にラ・ラグーナ病院のルイス・ゴンザレス・フェリア神経科医またはバルセロナ大学によって行われた。
法律制定後、いくつかの大麻クラブがバスク州とカタルーニャ州で設立された。これらのクラブは欧州内でも初めての非営利団体で会員は大麻の栽培費用を負担する形式になっている。2006年にはクラブの会員は裁判で大麻の所持と販売を放免された。

### ドイツ
2017年に医療大麻を合法化した。それまでは難病などに限られていた。
ドイツは自然派志向が強く、希望者の多さから薬局では在庫切れ状態が各地で起こる事態となった

### イギリス
イギリスは大麻由来のサティベックス（ナビキシモルス）、エピディオレックス（カンナビジオール）を製造するGWファーマシューティカルズの本拠地である。2018年には、大麻由来の医薬品への規制を緩和し処方箋医薬品となり、この見直しは、難治性てんかんの子供が規制が原因で治療のために入手できないことが明らかとなり、これに続いた決定である。
推定でイギリスの140万人が（おそらく違法に）大麻をなんらかの症状に使っているが、処方箋は2019年で153しか発行されていないとしている。医療大麻が高額なため安い違法市場からの転用が起こっていると指摘される。医療大麻使用のための訓練を受けた医師の不足と、国民保健サービスで使用するためのデータの不足により、処方された患者が増えないことから、2019年11月には、DrugScienceによるプロジェクト Twenty21 が発足し、臨床データと処方患者の両方を増やすために、2万人の登録を目指している。
2020年にはいくつかの医療大麻の企業がロンドン証券取引所に上場し、2024年までに10倍以上の市場規模になるとの予測がある。2021年には、大麻産業評議会が発足した。

### フランス
薬物政策に対しては欧州内でも保守的な立場だったが、2013年6月に保健省は従来の政策を転換し、大麻の活性成分を用いたお茶などの医療目的の利用を認める方針を発表した。さらに、2014年1月に同省は大麻由来の医薬品を解禁すると発表した。フランス医薬品・保険製品安全庁（ANSM）による初の販売許可を受けた措置である。 フランスにおける大麻も参照。

### イタリア
2007年に医療用の大麻が解禁されたが、国内での栽培は認められていないため、高額な輸入品を買う必要があった。安価な大麻を供給するため、2014年、警備のもとイタリア軍施設で医療用大麻を生産する方針が発表された。。イタリアにおける大麻も参照。

### デンマーク
2016年に医療大麻導入の試験プログラムを導入した。デンマークにおける大麻も参照。

### スイス
2011年の新しい薬物規制法によって、THCが1%未満の大麻（精神作用を主としない量）を販売できるようになり、2016年よりCBDを目的としてこうした大麻を栽培し販売している会社があり、またベルンなどの都市では現在規制されている大麻を薬局で購入できるよう検討されている。チェーン展開する格安スーパーの「リドル」でも販売される。

### ベルギー
2015年よりサティベックスなどが許可されている。ベルギーにおける大麻も参照。

### イスラエル
1995年には、イスラエル議会は、重症患者の医療大麻を利用できるよう勧告し、当初の利用者は100人に満たなかったが、2007年以降、医療大麻プログラムは大幅に成長し、2014年には、イスラエル（人口900万人）には約18,000人となった。イスラエル保健省に医療大麻部門があり(Medical Cannabis Unit, Israel's Ministry of Health)、ここを通じて医療大麻ライセンスを得るが、指定済みの適応症に対してのみ推奨され、通常、従来の治療法を使い果たした後に取得できる。
認可され医療大麻の栽培および流通を行う会社には、ティックーン・オーラーム (大麻)などがある。

### マケドニア
2016年6月、マケドニアで大麻の医療利用が合法化された。マケドニア医薬品庁のマリア・ダルコフスカ・セラフィモフスカ長官は報道陣に対し、医師は今後、大麻の主要な精神活性成分であるテトラヒドロカンナビノール（THC）を0.2%未満含有する薬剤を処方することが可能となり、薬局での購入が可能となると述べた。

### スリランカ
伝統療法のアーユルヴェーダに使う大麻には、違法栽培や密輸品の押収品を使ってきたが品質について苦情があり、2017年に400ヘクタールの大麻農場の計画を厚生大臣が発表した。2018年後半に開始する予定で、年間約25トンの医療大麻を生産する。

### タイ
医療大麻が処方箋で使用できるという内容で、2017年末に提出された薬物規制法の改正案があり、以降に国会での投票が行われる予定。THCの含有量が1%未満のヘンプを医療目的で栽培することを認める法案が通過し、2018年に施行される。2020年12月には、植物の大麻が規制から除外され病院で大麻の料理を出すことも可能となり、規制以前にハーブや薬草として大麻を利用してきた伝統的タイ料理への回帰だと、タイ伝統医療・植物療法センター長は語った。続いて、公衆衛生省は医療大麻の栽培を奨励するためブリーラムの企業に大麻の芽を贈呈、企業の一員は1世帯6株までの大麻の栽培が許可され、育った医療大麻は病院などへ販売される。

### オーストラリア
2016年2月、オーストラリア議会は麻薬法を改正し、医療大麻が合法化された。この改正によって、医療目的と科学的研究目的の栽培が認められるようになった。

### ニュージーランド
2017年12月、ニュージーランド議会は規制薬物の法律を改正して、終末期の病気の人々がカンナビジオールを医療大麻として使用できるようにするために、国内での大麻栽培を可能としより安価で高品質の医療大麻の供給につなげる。

### メキシコ
大麻の使用は法律上は違法だが、2015年11月、メキシコの最高裁判所は「大麻を使用する目的での栽培禁止は違憲である」とし、大麻の合法化を訴えた原告に対し、自家用栽培と使用を認める判決を下した。これにより、広範囲な合法化に繋がる可能性が生まれた。また、2015年9月、1日に400回以上のてんかん発作に苦しむ8歳の少女に対し、メキシコ政府は例外的な措置として大麻の使用を認めた。さらに、2016年4月、メキシコのエンリケ・ペニャニエト大統領は医療用大麻の合法化を提言した。

### ジャマイカ
ジャマイカでは2015年改正危険薬物法が医療大麻の使用を非犯罪化した。

### コロンビア
2015年12月、コロンビアのフアン・マヌエル・サントス大統領は、医療大麻の合法化と規制を定めた大統領令に署名した。

### ブラジル
2016年5月、ブラジル政府はMedical Marijuana, Inc.社の大麻オイルであるRSHO(Real Scientific Hemp Oil)を処方薬として承認した。適用疾患は、ガン、てんかん、パーキンソン病、慢性疼痛となっている。

### ペルー
2017年10月に医療目的の大麻の使用を解禁する法案が可決され、背景には子供の病気のために大麻を作っていた母親たちが摘発された例があった。

### チリ
チリでは、使用は違法ではないが売買を禁じており、2014年には医療目的の大麻の栽培のための農場の開設が承認された

### アルゼンチン
2009年8月、アルゼンチン最高裁は個人使用のための大麻所持を罰する法は違憲であるとした。最高裁判所長官リカルド・ロレンゼッティは、「他者に対して明確な危険を与えない限り、私的な行動は合法である」とした。

### ウルグアイ
嗜好目的の大麻まで認められている。

## 合法化運動

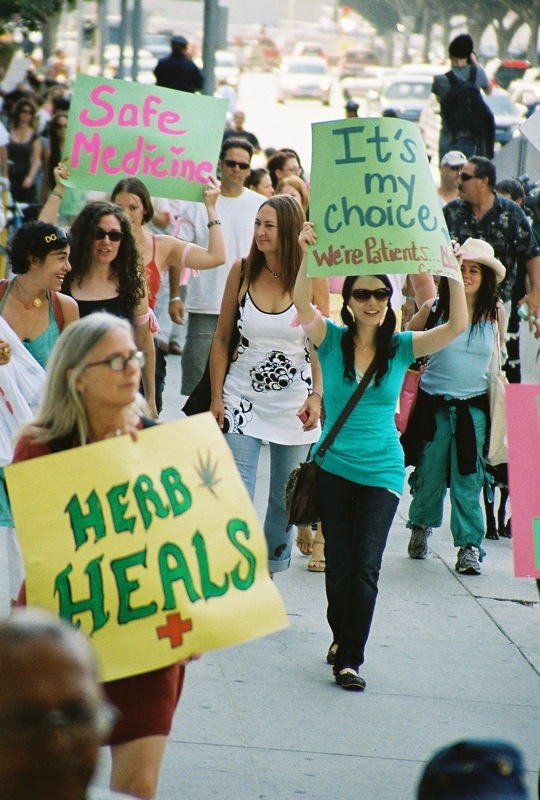
医療大麻の合法化を求めるデモ行進

欧米では医療大麻の合法化運動などの活動が長年の間行われている。2009年1月にはバラク・オバマ陣営が大統領就任前に立ち上げた「市民の提言集」では“大麻規制の終了”が投票によって1位にランクインされている。また、政権への提案を募ったChange.orgでも、“大麻合法化”提案が約20000票を獲得して2位に4500票の差で1位にランクインした。
大麻合法化の活動団体であるマリファナ・ポリシー・プロジェクト（MPP）は2010年の住民投票において、オハイオ、マサチューセッツ、アリゾナの3州で医療大麻法の成立を目標に掲げている。また議会による医療大麻法の制定に向けてイリノイ、ミネソタ、ニューハンプシャー、ニューヨーク、デラウエア、アイオワ、ノースカロライナ、ペンシルベニア、バージニアの9州でロビー活動を展開している。
医療大麻合法化の著名な支持者は、ノーベル経済学賞受賞者のミルトン・フリードマンやハーバード大学医学部のL・グリンスプーン準教授といった学者、ウィリー・ネルソン、スヌープ・ドッグなどのアーティスト、ロン・ポール共和党議員など多岐にわたる。中には過去に大麻規制派に属していた支持者もおり、「薬物のないアメリカ財団」（Drug Free America Foundation）の副理事長だったデイビッド・クラールや1996年のワシントンDCでバー修正法によって医療大麻法の執行を阻止したボブ・バー元下院議員などが医療大麻のためのロビー活動に合意している。
アメリカ家庭医学会は、若干の州が医療大麻の使用を合法化したことを支持しないとする。アメリカ精神医学会は、2013年の文書で、医療大麻研究の推進を支持するものの、マリファナと精神障害の関係を警告し、副作用についての十分な臨床所見が得られるまでは、現在の方針と施策は変えられてはならないとする。
医療大麻合法化に反対してきた研究者は、オキシコドン（オキシコンチン）のように多くの死亡を引き起こしてきた、医療大麻に置き換えることができるような勢力関係にある製薬企業が雇ったハーバート・クリーバーのようなコンサルタントであることが明らかとされてきている。

### 日本
日本でも小規模ながらも合法化運動や医療大麻に関する裁判が行われている。日本における医療大麻に関する政治的な動きとしては、2010年5月にNPO法人「医療大麻を考える会」（代表・前田耕一）が設立される。2016年5月、第24回参議院議員通常選挙において新党改革（代表・荒井広幸）から、医療大麻の研究推進を掲げて高樹沙耶が立候補するが落選。